# استان ماژلان
ماژلان (به اسپانیایی: Provincia de Magallanes) یکی از چهار استان منطقه جنوبی شیلی است. مرکز این استان شهر پونتا آرناس است.